# 愛夏的鍊金工房 ～黃昏大地之鍊金術士～
《愛夏的鍊金工房 ～黃昏大地之鍊金術士～》是由GUST所製作的一款PlayStation 3角色扮演遊戲。與前三作亞蘭德之鍊金術士系列（皆任用岸田梅爾為美術設定）最明顯的分別是此作任用左為美術設定。
製作公司GUST為了回饋台灣與香港玩家對鍊金工房系列的支持，與台灣索尼電腦娛樂的中文化中心合作進行正體中文化、並於日文版發行的同年8月23日由台灣光榮特庫摩代理發行。PlayStation Vita版《愛夏的鍊金工房Plus ～黃昏大地之鍊金術士～》於2014年3月27日發售。《愛夏的鍊金工房 ～黃昏大地之鍊金術士～ DX》於2019年12月25日在日本發售PlayStation 4與任天堂Switch兩款新型主機版本遊戲，Microsoft Windows版本則於2020年1月14日發售。

## 遊戲內容
本故事敘述一位孤獨的少女——愛夏。在祖父去世後、妹妹妮歐在出外採集草藥時失蹤。於是一個人孤單地在人煙罕至的工房生活著。數年後的一日，愛夏在廢墟採集草藥時見到妹妹的身影。經過多年悲傷的愛夏，對妹妹還活著之事又燃起希望。於是踏上尋找妹妹的旅程。克服傷痛是故事的主題之一。
遊戲的主要目標是讓愛夏和失蹤的妹妹妮歐重逢。在《黃昏大地之鍊金術士》的世界裡，人們已經淡忘了鍊金術的存在，並且正漸漸地邁向「滅亡」。悲傷的氣氛使本作與前作《亞蘭德之鍊金術士》有極大的不同的風格。

## 主要登場角色
愛夏・阿圖爾（／）
年齢：17歲；性別：女；身高：157cm；血型：A型；職業：藥師、之後成為鍊金術士
聲：井上麻里奈
本作故事的主角。獨自居住在人煙稀少的草原上的工房。以採集藥物與稀有植物並製作成藥品為生。
在得知數年前失蹤的妹妹還活著的消息後，踏上了尋找妹妹的旅程。
妮歐・阿圖爾（／）
年齢：13歲；身高：148cm；血型：A型；職業：家事幫手
聲：伊瀨茉莉也
愛夏之妹。數年前在出外採集草藥時失蹤。
瑞吉娜・柯堤絲（／）
年齢：23歲；性別：女；身高：163cm；血型：O型；職業：挖掘遺跡
聲：水澤史繪
以挖掘遺跡並販賣為生。非常照顧愛夏。
奇斯葛里夫・赫瑟達因（／）
年齢：45歲。性別：男；身高：180cm；血型：AB型；職業：異国的錬金術士。
聲：中田讓治
尤里斯・古倫登（／）
年齢：20歲；性別：男；身高：182cm；血型：O型；職業：獵人
聲：鳥海浩輔
薇爾貝兒・沃・耶斯禮特（／）
年齢：14歲；性別：女；身高：141cm；血型：B型；職業：魔法師
聲：瀬戸麻沙美
瑪麗翁・昆恩（／）
年齢：22歲；性別：女；身高：150cm；血型：A型；職業：來自遠方的駐外官
聲：植田佳奈
哈利・歐森（／）
年齢：36歲；性別：男；身高：175cm；血型：O型；職業：哈利商會經營者、好事玩家
聲：真殿光昭
琳卡（／）
年齢：20歲；性別：女；身高：160cm；血型：A型；職業：護衛
聲：小清水亞美
瑪麗翁的護衛。
梅莉耶塔・繆亞（／）
年齢：19歲；性別：女；身高：157cm；血型：B型；職業：哈利商會的店員
聲：佐藤聰美
弗雷多（／）
年齢：30歲；性別：男；身高：185cm；血型：A型；職業：麵包師傅
聲：稻田徹

## 相關產品

### Twilight Hour
遊戲主題曲專輯——《Twilight Hour》於2012年6月27日在日本發行。專輯完整收錄了九首在遊戲中出現的歌曲。專輯封面插畫由左繪製。
專輯曲目如下：
1. 花標
主唱：野見山睦未（Local Bus 樂團的主唱）
作詞・作曲・編曲：柳川和樹
開頭曲。
2. Mystic Pendulum
主唱：Rurutia
作詞・作曲・編曲：Rurutia
世界主題曲。
3. いばら
主唱：Yanaginagi
作詞・作曲・編曲：柳川和樹
事件主題曲。
4. Stargazer
主唱：紗也（研音的歌手）
作詞：青木香苗、作曲・編曲：阿知波大輔
戰鬥主題曲。
5. 黄昏
主唱：妙（taika 樂團的主唱）
作詞：下田祐・青木香苗、作曲：下田祐、編曲：阿知波大輔
故事主題曲。
6. MARIA
主唱：霜月遙
作詞：青木香苗、作曲・編曲：阿知波大輔
戰鬥主題曲。
7. 宵の星
主唱：Chirinuruwowaka
作詞・作曲：中島優美
角色主題曲。
8. 夢を織る家
主唱：霜月遙
作詞：青木香苗、作曲・編曲：阿知波大輔
工房主題曲。
9. Altair
主唱：安娜貝爾
作詞：青木香苗、作曲・編曲：阿知波大輔
結尾曲。

## 外部連結
- 中文版官方網站 （页面存档备份，存于）
- 日文版官方網站 （页面存档备份，存于）
- 鍊金工房 〜黃昏之鍊金術士三部曲〜 DX 官方網站 （页面存档备份，存于）（繁體中文）